# Rhys Howden
Rhys Howden (Brisbane, 2 de abril de 1987) é um jogador de polo aquático australiano.

## Carreira
Howden disputou três edições de Jogos Olímpicos pela Austrália: 2008, 2012 e 2016. Seu melhor resultado foi o sétimo lugar nos Jogos de Londres.